# Liste der Monuments historiques in La Turbie
Die Liste der Monuments historiques in La Turbie führt die Monuments historiques in der französischen Gemeinde La Turbie auf.

## Liste der Bauwerke
| Bezeichnung                        | Beschreibung                                                                                   | Standort                                               | Kennzeichnung | Schutzstatus                  | Datum          | Bild           |
| ---------------------------------- | ---------------------------------------------------------------------------------------------- | ------------------------------------------------------ | ------------- | ----------------------------- | -------------- | -------------- |
| Tropaeum Alpium                    |                                                                                                | (Lage)                                                 | PA00080897    | Classé                        | 1865           | weitere Bilder |
| Römerstraße                        | Reste der Via Julia Augusta; die fünf Meilensteine heute im Musée Archéologique de Nice-Cimiez | Languessa Saint-Pierre Peiralonga                      | PA00080898    | Classé                        | 1922           |                |
| Kirche St-Michel                   | Erbaut im 12. Jahrhundert                                                                      | (Lage)                                                 | PA00080891    | Classé                        | 1938           | weitere Bilder |
| Fontaine Carolo Felicerege         |                                                                                                | Rue de la fontaine (Lage)                              | PA00080893    | Classé                        | 1943           | weitere Bilder |
| Carrière romaine du Mont Justicier | Römischer Steinbruch                                                                           | Chemin des carrières romaines (Lage)                   | PA00080890    | Classé                        | 1944           |                |
| Gibet du Mont Justicier            |                                                                                                | (Lage)                                                 | PA00080890    | Classé                        | 1944           |                |
| Stadtbefestigung                   |                                                                                                | Place Saint Jean Place de l’Église Rue Capouane (Lage) | PA00080892    | Classé Inscrit Classé Inscrit | 1944 1927 1953 | weitere Bilder |
| Meilenstein                        | zerstört                                                                                       | Route de la Corniche                                   | PA00080889    | Inscrit                       | 1926           |                |
| Fenster eines Hauses               | 13. Jahrhundert                                                                                | Rue Droite Rue de l’Empereur-Auguste (Lage)            | PA00080896    | Inscrit                       | 1928           |                |
| Gebäude                            |                                                                                                | Rue des Poilus (Lage)                                  | PA00080895    | Inscrit                       | 1953           |                |
| Gebäude                            |                                                                                                | Rue Dominique-Durandy (Lage)                           | PA00080894    | Inscrit                       | 1953           |                |

## Liste der Objekte
Zum Verständnis siehe: Kirchenausstattung
- Monuments historiques (Objekte) in La Turbie in der Base Palissy des französischen Kultusministeriums